# Первомайськ (Каушенський район)
Первомайськ (рум. Pervomaisc) — село в Молдові в Каушенському районі. Є центром однойменної комуни, до складу якої також входить село Костянтинівка.